# Krzysztof Hołowczyc

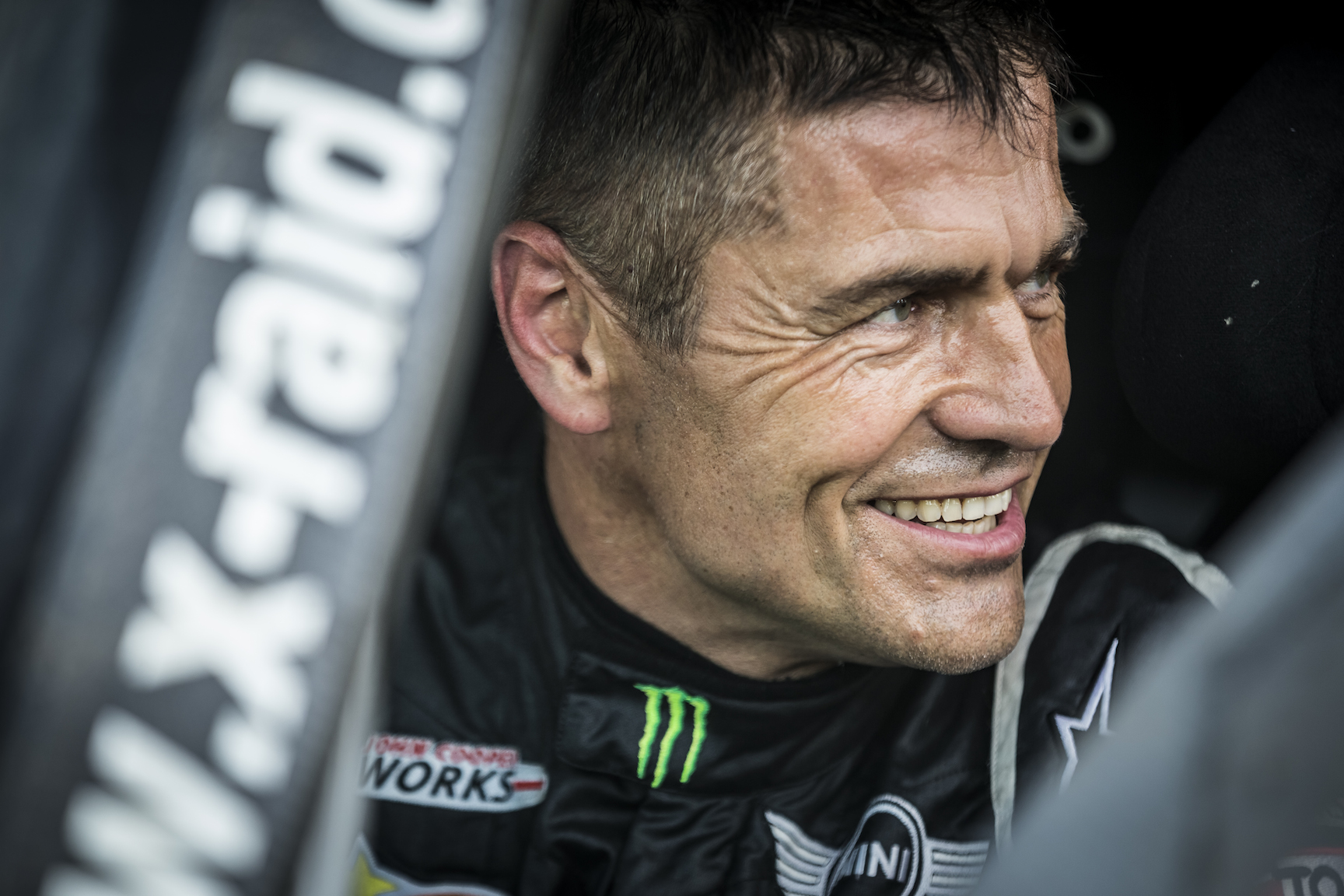
Krzysztof Hołowczyc (2014)

Krzysztof Wiesław Hołowczyc (* 4. Juni 1962 in Olsztyn, Polen) ist ein Rallyefahrer und war von 2007 bis 2009 Abgeordneter der Platforma Obywatelska (PO) im Europaparlament.
Hołowczyc gewann 1995, 1996 und 1999 die Polnische Rallye-Meisterschaft. 1997 wurde er im Subaru Impreza Europäischer Rallye-Meister und konnte die Rallye Zypern gewinnen. 1998 nahm er an der Rallye-Weltmeisterschaft teil. Seit 2005 nimmt er mit einem Nissan Navara an der Rallye Dakar teil und erreichte 2009 mit einem fünften Platz in der Gesamtwertung sein bisher bestes Ergebnis. 
2010 wechselte Holowczyc zum deutschen X-raid Team und konnte mit dem BMW X3 CC den FIA International Cup für Cross-Country Bajas gewinnen. Seit 2011 fährt Krzysztof mit einem MINI ALL4 Racing und konnte verschiedene Bajas und Rallies gewinnen. 2013 gewann er mit 3 Podestplatzierungen und einen Sieg den FIA World Cup für Cross-country Rallyes. Auch ist er ein kontinuierlicher Teilnehmer der Rallye Dakar und konnte 2012 einen Neunten, 2013 einen Fünften, 2014 einen Sechsten und 2015 einen dritten Rang in der Gesamtwertung erreichen.
Bei der ersten Europawahl nach dem EU-Beitritt Polens 2004 kandidierte Hołowczyc für die Platforma Obywatelska, wurde aber zunächst nicht gewählt. Im Dezember 2007 rückte er für Barbara Kudrycka, die zur neuen Ministerin für Wissenschaft und Hochschulbildung in Polen ernannt worden war, in das Europaparlament nach und war dort Mitglied der Fraktion der Europäischen Volkspartei. Bei der Europawahl 2009 trat er nicht erneut an.
Er setzt sich für mehr Sicherheit im Straßenverkehr ein und gründete die Stiftung „Der sichere Fahrer“. Er wurde von der Europäischen Kommission mit dem Preis „The Excellence in Road Safety“ ausgezeichnet. Der polnische Präsident verlieh ihm 2006 für seine sportlichen Leistungen das Goldene Verdienstkreuz der Republik Polen. Hołowczyc ist verheiratet und hat drei Kinder.